# Pilníkov
Pilníkov är en stad i Tjeckien.   Den ligger i regionen Hradec Králové, i den nordöstra delen av landet, 110 km öster om huvudstaden Prag. Pilníkov ligger 367 meter över havet och antalet invånare är 1 110.
Terrängen runt Pilníkov är platt åt nordost, men åt sydväst är den kuperad. Pilníkov ligger nere i en dal. Runt Pilníkov är det ganska tätbefolkat, med 239 invånare per kvadratkilometer. Närmaste större samhälle är Trutnov, 7,3 km öster om Pilníkov. Omgivningarna runt Pilníkov är en mosaik av jordbruksmark och naturlig växtlighet.